# Barleria gibsonioides
Barleria gibsonioides là một loài thực vật có hoa trong họ Ô rô. Loài này được Blatt. mô tả khoa học đầu tiên năm 1928.